# Baghdati (municipalité)
Pour les articles homonymes, voir Baghdati.
La municipalité de Baghdati (en géorgien : ბაღდათის მუნიციპალიტეტი) est un district de la région d'Iméréthie en Géorgie. Au recensement de 2014, Baghdati comptait 21 582 habitants.